# سرجس أسود الأوراق
سرجاس أسود الأوراق (الاسم العلمي:Sargassum nigrifolium) هو نوع من الطلائعيات يتبع جنس السرجاس من فصيلة السرجاسية.